# Jogos Olímpicos de Inverno de 1998
Os Jogos Olímpicos de Inverno de 1998, oficialmente XVIII Jogos Olímpicos de Inverno, foram um evento multiesportivo celebrados em Nagano, no Japão. Os jogos se realizaram de 7 a 22 de fevereiro com a participação de 2 176 atletas de 72 nações. Foi a segunda vez que o Japão organizou as Olimpíadas de Inverno, sendo a última vez em Sapporo 1972.

## Processo de eleição
Além de Nagano, outras cidades apresentaram candidatura para sediar os Jogos de 1998: Aosta (Itália), Jaca (Espanha), Östersund (Suécia) e Salt Lake City (Estados Unidos). A escolha aconteceu durante a 97ª Sessão do COI em 15 de junho de 1991 em Birmingham, no Reino Unido. Nagano superou Salt Lake City por apenas quatro votos, e o peso em favor da candidatura japonesa se deveu principalmente pelo fato dos Jogos Olímpicos de Verão de 1996 já estarem marcados para Atlanta, também nos Estados Unidos. Salt Lake City posteriormente seria eleita a sede da edição seguinte, em 2002.
| Cidade         | CON            | 1ª rodada | 2ª rodada | 3ª rodada | 4ª rodada | 5ª rodada |
| Nagano         | Japão          | 21        | -         | 30        | 36        | 46        |
| Salt Lake City | Estados Unidos | 15        | 59        | 27        | 29        | 42        |
| Östersund      | Suécia         | 18        | -         | 25        | 23        | -         |
| Jaca           | Espanha        | 19        | -         | 5         | -         | -         |
| Aosta          | Itália         | 15        | 29        | -         | -         | -         |

## Modalidades disputadas

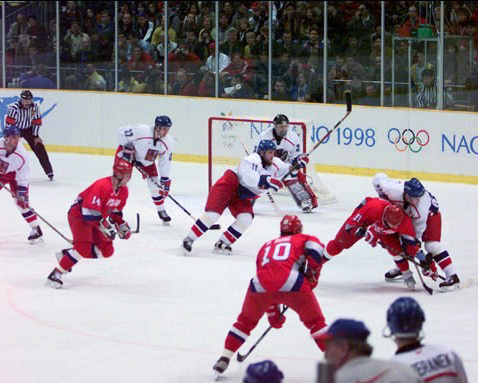
Partida final do torneio masculino de hóquei no gelo.

Dois esportes a mais integraram o programa olímpico a partir desta edição. O snowboard estreou como modalidade olímpica e o curling retornou ao programa após algumas aparições como esporte de demonstração, sendo a última de forma oficial na primeira edição em 1924. No hóquei no gelo o torneio feminino foi disputado pela primeira vez.
Abaixo a lista de modalidades que foram disputadas nos Jogos. Em parênteses o número de eventos em cada modalidade:
| - Biatlo (6) - Bobsleigh (2) - Combinado nórdico (2) - Curling (2) - Esqui alpino (10) - Esqui cross-country (10) - Esqui estilo livre (4) | - Hóquei no gelo (2) - Luge (3) - Patinação artística (4) - Patinação de velocidade (10) - Patinação de velocidade em pista curta (6) - Salto de esqui (3) - Snowboard (4) |

## Locais de competição

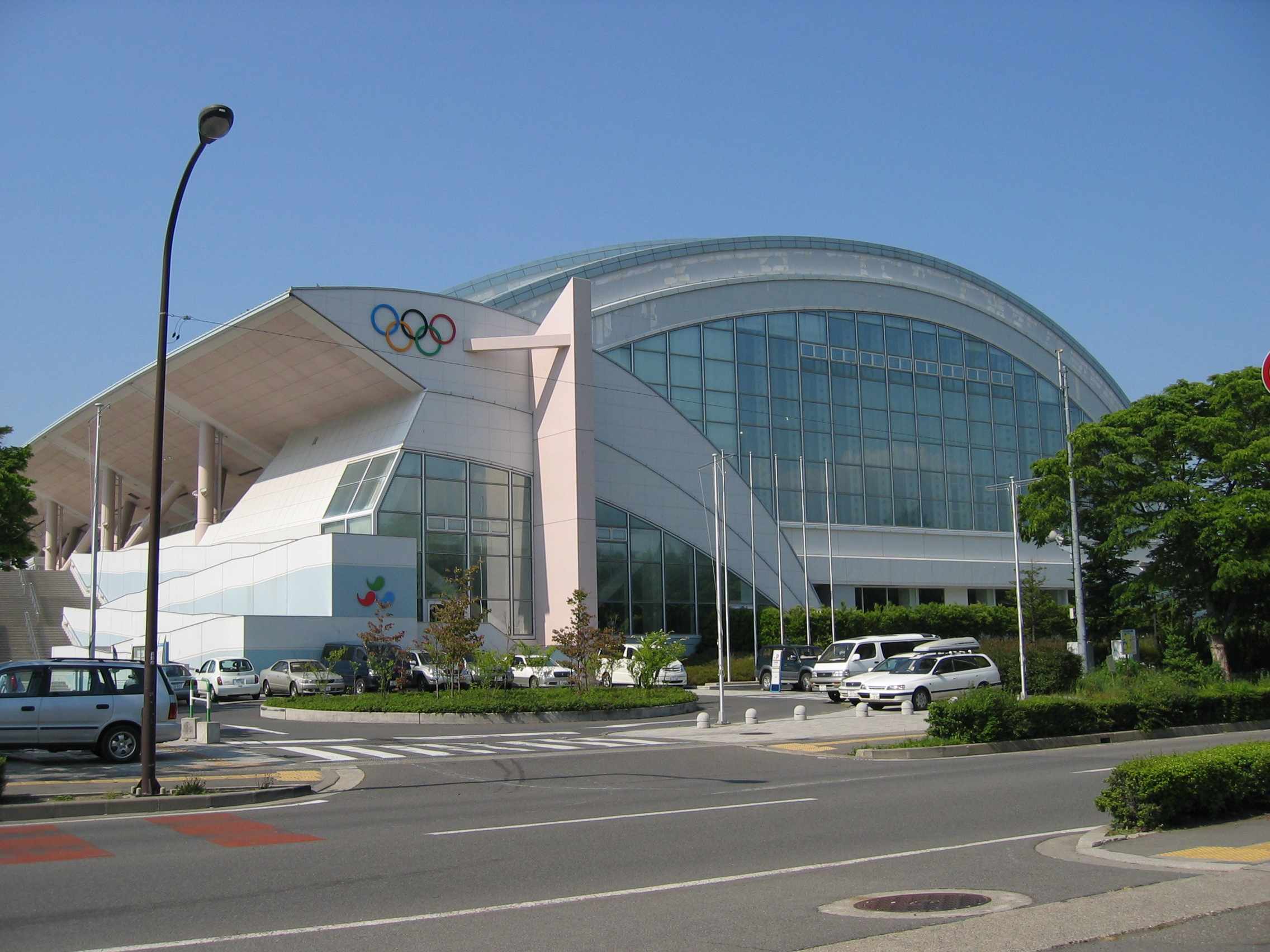
Aqua Wing Arena, uma das sedes do hóquei no gelo em 1998.

As modalidades em disputa nos Jogos foram disputadas em seis cidades da prefeitura de Nagano:
- Nagano
  - Estádio Olímpico de Nagano: cerimônias de abertura e encerramento
  - Aqua Wing Arena: hóquei no gelo
  - Big Hat: hóquei no gelo
  - M-Wave: patinação de velocidade
  - White Ring: patinação artística e patinação de velocidade em pista curta

- Hakuba
  - Hakuba Ski Jumping Stadium: salto de esqui
  - Happo'one: esqui alpino (downhill e Super G)
  - Snow Harp, Kamishiro: esqui cross-country

- Izuna
  - Izuna Kogen: esqui estilo livre
  - Espiral de Izuna: bobsleigh e luge

- Karuizawa
  - Kazakoshi Park Arena: curling

- Nozawaonsen
  - Nozawa Onsen: biatlo

- Yamauchi
  - Monte Yakebitai, Shiga Kogen: snowboard e esqui alpino (slalom e slalom gigante)
  - Kanbayashi Sports Park: snowboarding (halfpipe)

## Países participantes
Um total de 72 nações enviaram representantes para os Jogos. Azerbaijão, Macedônia, Quênia, Uruguai e Venezuela enviaram representantes pela primeira vez. Entre parênteses o número de atletas por nação:
Na lista abaixo, o número entre parênteses indica o número de atletas por cada nação nos Jogos:
- RSA África do Sul (2)
- GER Alemanha (125)
- AND Andorra (3)
- ARG Argentina (2)
- ARM Armênia (7)
- AUS Austrália (23)
- AUT Áustria (96)
- AZE Azerbaijão (4)
- BEL Bélgica (1)
- BER Bermudas (1)
- BLR Bielorrússia (59)
- BIH Bósnia e Herzegovina (8)
- BRA Brasil (1)
- BUL Bulgária (19)
- CAN Canadá (144)
- KAZ Cazaquistão (60)
- CHI Chile (3)
- CHN China (55)
- CYP Chipre (1)
- PRK Coreia do Norte (8)
- KOR Coreia do Sul (37)
- CRO Croácia (6)
- DEN Dinamarca (12)
- SVK Eslováquia (37)
- SLO Eslovênia (34)
- ESP Espanha (12)
- USA Estados Unidos (186)
- EST Estônia (20)
- FIN Finlândia (85)
- FRA França (106)
- GEO Geórgia (4)
- GBR Grã-Bretanha (34)
- GRE Grécia (13)
- HUN Hungria (17)
- ISV Ilhas Virgens Americanas (7)
- IND Índia (1)
- IRI Irã (1)
- IRL Irlanda (6)
- ISL Islândia (7)
- ISR Israel (3)
- ITA Itália (112)
- YUG Iugoslávia (2)
- JAM Jamaica (6)
- JPN Japão (156)
- LAT Letônia (29)
- LIE Liechtenstein (8)
- LTU Lituânia (7)
- LUX Luxemburgo (1)
- MDA Moldávia (2)
- MON Mônaco (4)
- MGL Mongólia (3)
- NOR Noruega (76)
- NZL Nova Zelândia (8)
- NED Países Baixos (22)
- POL Polônia (39)
- PUR Porto Rico (6)
- POR Portugal (2)
- KEN Quênia (1)
- KGZ Quirguistão (1)
- CZE República Checa (60)
- MKD República da Macedônia (3)
- ROM Romênia (16)
- RUS Rússia (122)
- SWE Suécia (99)
- SUI Suíça (69)
- TPE Taipé Chinês (7)
- TRI Trinidad e Tobago (2)
- TUR Turquia (1)
- UKR Ucrânia (56)
- URU Uruguai (1)
- UZB Uzbequistão (4)
- VEN Venezuela (1)

## Quadro de medalhas
| Ordem | País               | Medalha de ouro | Medalha de prata | Medalha de bronze |    |
| ----- | ------------------ | --------------- | ---------------- | ----------------- | -- |
| 1     | GER Alemanha       | 12              | 9                | 8                 | 29 |
| 2     | NOR Noruega        | 10              | 10               | 5                 | 25 |
| 3     | RUS Rússia         | 9               | 6                | 3                 | 18 |
| 4     | CAN Canadá         | 6               | 5                | 4                 | 15 |
| 5     | USA Estados Unidos | 6               | 3                | 4                 | 13 |
| 7     | JPN Japão          | 5               | 1                | 4                 | 10 |

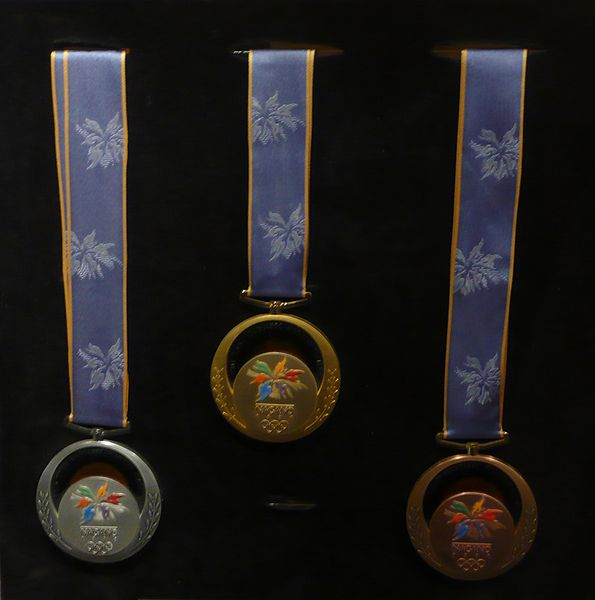
Medalhas dos Jogos Olímpicos de Inverno de 1998.

Fonte: Comitê Olímpico Internacional (Quadro de medalhas - Nagano 1998)